# (100278) 1994 YN
(100278) 1994 YN es un asteroide perteneciente al cinturón de asteroides, descubierto el 28 de diciembre de 1994 por Takao Kobayashi desde el Observatorio de Ōizumi, Ōizumi, Japón.

## Designación y nombre
Designado provisionalmente como 1994 YN.

## Características orbitales
1994 YN está situado a una distancia media del Sol de 2,528 ua, pudiendo alejarse hasta 3,219 ua y acercarse hasta 1,838 ua. Su excentricidad es 0,273 y la inclinación orbital 13,57 grados. Emplea 1468 días en completar una órbita alrededor del Sol.

## Características físicas
La magnitud absoluta de 1994 YN es 14,4.